# トレーシー顧問団
トレーシー顧問団（トレーシーこもんだん、英: Tracey Mission）は、幕末に幕府海軍の訓練のために招聘された、イギリス海軍の軍事顧問団。

## 概要
顧問団は江戸幕府の依頼により、幕府海軍の訓練のため、築地の軍艦操練所の教官として1867年に来日した。顧問団は海軍中佐リチャード・エドワード・トレーシー以下12人の士官・下士官によって構成されていた。しかしながら来日直後に戊辰戦争が勃発し、英国は局外中立を宣言したため、顧問団は翌年に帰国した。

## 参考資料
- The rise of the Imperial Japanese Navy